# Товста могила
Товста́ Моги́ла — скіфський курган IV століття до н. е. поблизу міста Покров Дніпропетровської обл.; досліджений 1971 р. експедицією Інституту археології АН УРСР під керівництвом Бориса Мозолевського.
Під насипом (висота 8,6 м, діаметр 70 м) виявлено два поховання (одне пограбоване) скіфських вельмож зі слугами, кіньми й зброєю, металевий і глиняний посуд і понад 600 золотих прикрас. Особливо цінні — меч у золотом окутих піхвах, золота пектораль, оздоблена майстерними скульптурними зображеннями сцен з життя скіфів та анімалістичними сценами. Товста Могила — важливе джерело з історії скіфського суспільства. Знахідки зберігаються в Скарбниці Національного музею історії України.

## Поховання
Центральна гробниця займала площу 4 м² та сягала 1,3 м заввишки. Була пограбована в давнину. Залишки кісток належали дорослому чоловікові. Тут знайдено золоті нашивні пластинки, уламки залізного панцира, залишки бойового бронзового пояса, «золотий» батіг, два ножі, частину булави й уламки двох залізних наконечників дротиків, залишки чотирьох сагайдаків зі стрілами та глиняну амфору з трьома ручками. У короткому коридорі, що з'єднував поховальну камеру зі вхідною ямою, виявили золоту пектораль та залізний меч у піхвах, окутих золотою пластиною. Похованя супроводжувалося двома кінськими могилами із залишками 6-ти коней разом із оздобленими золотом та сріблом вуздечками, а також похованнями трьох конюхів, найстарший із яких мав на шиї золоту гривну.
До бокової гробниці, яку було споруджено пізніше за центральну, вели дві вхідні ями й коридори-дромоси. У ній знайдено 5 кістяків. Основні належали вельможній жінці та її малолітній дитині (імовірно, хлопчику). Обоє були покриті великою кількістю золотих прикрас. Жінку прикрашали золоті браслети, золоті персні, масивна золота гривна, золоті сережки. Три інші кістяки належали слугам (визначають, як куховарку, воїна та візника), яких було насильно вбито. Визначення приналежності слуг до певної професії ґрунтується на предметах, що було знайдено коло кістяків: бронзовий посуд коло куховарки; лук і сагайдак зі стрілами поряд із воїном; уламки ритуального візка коло візника. Дитину (2-3 роки за віком) було поховано у дерев'яному саркофазі, прикрашеному алебастром. Її одяг був повністю обшитий золотими пластинками. У головах дитини знаходився посуд зі срібла: ритон у вигляді рогу, грецькій кілік і невеличкий глечик з округлим дном, за формою близький до знаменитих ваз із курганів Куль-Оба і № 3 з групи «Часті кургани».

## Прикраси
21 червня 1971 року під час археологічних досліджень кургану Товста Могила було зроблено сенсаційну знахідку — знайдено золоту скіфську пектораль.
Висока конічна шапка, оздоблена золотими бляшками, прикрашала знатну жінку. Одяг її з розширеними на кінцях рукавами також був оздоблений двома рядами золотих бляшок. Взуття — вишите золотом. Також тут було знайдено масивні золоті сережки із зображенням богині, що сидить на троні і простягає руки догори; золота гривна з 7-ма фігурками левів, що переслідують оленя, 3 золотих браслети і 11 золотих перснів, кілька разків намиста. Предмети туалету — бронзове дзеркало, розтиральник для фарб і посуд (в тому числі невеликі іранські скляні чаші і грецька чорнолакована миска).

## Інтернет-ресурси
- Дослідження гробниці дружини скіфського володаря з Товстої Могили